# Lars Huldén
Lars Evert Huldén, född 5 februari 1926 i Jakobstad i Finland, död 11 oktober 2016 i Helsingfors, var en finlandssvensk språkvetare, författare och översättare.

## Karriär
Lars Huldén var son till bonden och författaren Evert Huldén och lärarinnan Ester Sofia Nyvik. Han växte upp på hemmanet Nörråkers i Monå by i Munsala och började studera vid Helsingfors universitet 1944. Han studerade vid Uppsala universitet 1947–1949 för Ivar Modéer och därefter åter vid Helsingfors universitet, där han tog en kandidatexamen 1950. På Uppsala universitet lade han 1952 fram en avhandling pro gradu om ortnamnen i Munsala. Han disputerade 1957 vid Helsingfors universitet i filologi med en avhandling om "verbböjningen i Österbottens svenska folkmål". Avhandlingen gällde den starka verbböjningen, och två år senare behandlade han den svaga verbböjningen. Hans forskningsområden var främst dialekter på svenska och ortnamn, samt Carl Michael Bellmans och Johan Ludvig Runebergs diktning. Han var föreståndare för Arbetarinstitutet i Gamlakarleby 1951–1956, professor i nordisk filologi vid Helsingfors universitet från 1958 och därefter professor i nordiska språk vid samma lärosäte 1964–1989. Huldén var styrelsemedlem i Svenska litteratursällskapet i Finland åren 1965–1992 och styrelsens ordförande 1983–1992. Han fungerade som inspektor för Vasa nation åren 1969–1981.
Huldén debuterade som poet 1958 med Dräpa näcken och har därefter utgivit ungefär 40 diktsamlingar.
| ”                                           | H:s lyrik är rotad i det moderna livets vardagstonfall men m ständig kontakt m litterär o intellektuell tradition. Språnget däremellan blir för H både en ironisk o expressiv distans där humor o subtila effekter blir verksamma medel för att tolka det moderna livets splittring o det intimas, inte minst kärlekens landskap. | „ |
| – Litteraturlexikon. Natur och kultur 1974. | |   |

Som forskare ägnade han sig åt Carl Michael Bellman och Johan Ludvig Runeberg samt svenska dialekter och ortnamn. Som översättare översatte han bland annat Shakespearepjäser samt Kalevala tillsammans med sonen Mats Huldén.
Han blev 1971 ledamot av Finska Vetenskaps-Societeten. och 1978 av Kungl. Gustaf Adolfs Akademien.
År 1986 utnämndes han till hedersdoktor vid Uppsala universitet och 1996 vid Islands universitet.
Lars Huldén gifte sig 1948 med journalisten Ingeborg ("Bojen") Slotte (1926–2004). Paret fick fyra söner. Åren 1973–1993 bebodde han hedersbostaden Diktarhemmet i Borgå.

### Poesi
- Dräpa näcken (Schildt, 1958)
- Speletuss (1961)
- Spöfågel (Schildt, 1964)
- Enrönnen (Schildt, 1966)
- Dikter i fosterländska ämnen (Schildt, 1967)
- Sju nya och ganska lustiga visor (Schildt, 1968)
- Herr Varg! (Rabén & Sjögren, 1969)
- Herdedikter (Schildt, 1973)
- Läsning för vandrare (Schildt, 1974)
- Långdansen: dikter 1958–1976 i urval (Rabén & Sjögren, 1976)
- Island i december och andra resedikter (1976)
- Heim/Hem: dikt på munsalamål och högsvenska (Schildt, 1977)
- J.L. Runeberg och hans vänner: dikter (Rabén & Sjögren, 1978)
- Dikter vid särskilda tillfällen (1979)
- Jag blir gammal, kära du (Schildt, 1981)
- Dikterna till jubileet (Svenska folkpartiet, 1981)
- Mellan jul och Ragnarök (Fripress, 1984)
- Resedikter (1987)
- Judas Iskariot Samfundet årsbok 1987 (Fripress, 1987)
- Visor på två sorters svenska (Eget förlag, 1987)
- På Pindi klint: akademiska dikter (Schildt, 1990)
- Psalmer för trolösa kristna (Schildt, 1991)
- Dikter om Bellman (1992)
- När flaggorna flög: tillfällesdikter (Svenska folkskolans vänner, 1992)
- Vers och prosa under ganska många år (Samfundet Sverige-Finland, 1997)
- Vegas färd: osammanhängande poetisk berättelse om ett förlopp (Schildt, 1997)
- Den finlandssvenska dikten. 10 (Bonnier, 2001)
- Sånger för scen och kabaré (Schildt, 2002)
- Återkommen från Atlanta: dikter (Schildt, 2005)
- Utförlig beskrivning av en bärplockares väg: dikter från femtio år (Schildt, 2006)
- Himmelshögt och vattentätt: dikter (Schildt, 2007)
- Akademiska dikter och visor (Svenska litteratursällskapet i Finland, 2008)
- To å ja, vi boåda = Du och jag, vi båda: dikter på Munsaladialekt (Schildt, 2010)
- Kajaneborg 1636: dikter (Eget förlag, 2010)
- Inga stjärnor i natt, sir (Schildt & Söderström, 2012)

### Prosa
- Hus: berättelser (Schildt, 1979)
- Berättelser ur mitt förflutna liv (Fripress, 1990)
- Berättelser om mig och andra (Schildt, 1992)
- Berättelser i urval 1979–1996 (Schildt, 1996)
- Känt och okänt folk och fä: berättelser (Schildt, 2008)
- Läsning för vandrare och andra (Schildts & Söderströms 2016)

### Pjäser
- Halvåtta i kväll (1968)
- Violinisterna (1968)
- Österbotten, Österbotten (1970)
- Två Raseborgsspel 1974) [Innehåll: Förräderiet (1971) ; Under torparsolen (1973)]
- Anders: en herdes saga (Karleby ungdomsförening, 1990)
- Tre spel om kärlek (Svenska folkskolans vänner, 2009) [Innehåll: En kärlek i Prag ; Amalia ; Himmelsk vägtjänst]